# Елеазар
Свети Елеазар, син Аронов и други по реду првосвештеник Израиљски. Помоћник Мојсијев при пребројавању народа Израиљског и помоћник Исуса Навина при подели земље обећане на 12 колена. Верно чувао ковчег завета у Силому, и скончао мирно.
Велики део овог текста је преузет из охридског пролога светог владике Николаја Велимировића. Он не подлеже ауторским правима